# John C. Frémont
John Charles Frémont (Savannah, 21 de enero de 1813 — Nueva York, 13 de julio de 1890) fue un militar estadounidense, explorador del antiguo Oeste, «aventurero» y político. Fue el primer candidato a la presidencia de Estados Unidos presentado por el Partido Republicano en su historia.
La ciudad de Fremont en Nebraska está nombrada en su honor.

## Infancia y juventud
Frémont nació en la ciudad de Savannah, en el estado sureño de Georgia el 21 de enero de 1813, hijo ilegítimo de Anne Beverley Whiting, una dama de la alta sociedad del vecino estado de Virginia, y de Charles Fremont, un refugiado francés muy pobre.
El padre de Frémont había sido contratado para darle clases de francés a Anne Beverley por su esposo, John Pryor, veterano de la Guerra de Independencia de los Estados Unidos y hombre muy adinerado, quien le llevaba más de cuarenta años de diferencia a su esposa. La joven se enamoró de su profesor y cuando el marido descubrió la infidelidad los amantes escaparon a Georgia para vivir en concubinato. Aunque el marido de Anne solicitó el divorcio, el proceso se demoró, por lo que John Charles Frémont nació antes de que su madre estuviera legalmente divorciada de su primer marido.
A pesar de esta desventaja social tan grave para la época, Frémont contó con la valiosa ayuda de la familia de su madre (sobre todo después de que el padre de Frémont muriera). Viviendo en Charleston, en el estado de Carolina del Sur, Frémont consiguió un empleo con un famoso abogado que financió sus estudios en el departamento científico de la Universidad de Charleston (en la que ingresó en el año de 1829, con apenas 16 años de edad); pero tres meses antes de graduarse, en 1831, Frémont fue expulsado de la Universidad por «negligencia incorregible».

## Contactos valiosos
Gracias a su amistad con Joel Roberts Poinsett, un poderoso político de Charleston, Frémont obtuvo un empleo en 1833 para impartir clases de matemáticas a los guardiamarinas a bordo de la balandra USS Natchez, una embarcación de la Armada de los Estados Unidos. Este mismo amigo le ayudó a conseguir trabajo en un equipo que buscaba la mejor ruta para construir un ramal del ferrocarril de Charleston en 1837; y entre 1837 y 1838 participaría en otro reconocimiento del terreno en Georgia.

## Explorador
En 1838 Frémont se alistó en el equipo que tomaría parte en una expedición científica comandada por el científico francés Joseph Nicollet, que debía recorrer las tierras entre el río Misisipi y los ríos de Misuri para cartografiar estas tierras entonces poco conocidas. Por ser miembro de este equipo, Frémont recibió un nombramiento de teniente segundo del recién creado Cuerpo Topográfico del U.S. Army (Ejército de los Estados Unidos) en 1838. La expedición se desarrolló tal como estaba planeada en 1839; y sería la primera de varias expediciones científicas-militares encargadas de levantar los mapas de las regiones inexploradas del «Salvaje Oeste» en las que participó Frémont. También por esta época cambió su apellido por «Frémont».

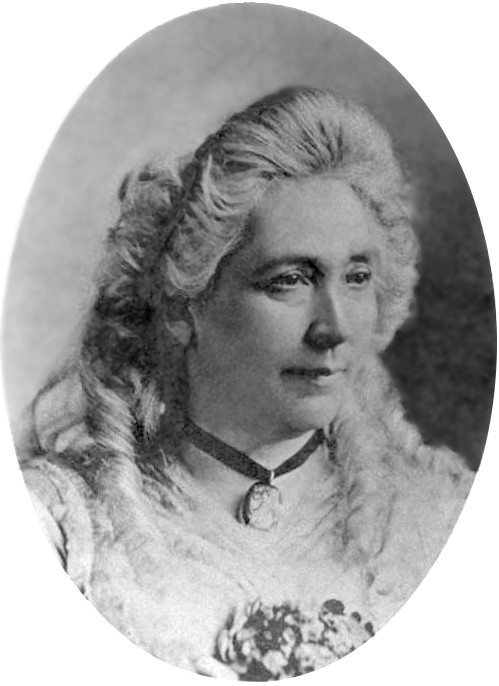
El matrimonio de Frémont con Jessie Benton le abrió muchas puertas y le permitió contar con una excepcional colaboradora encargada de labrar su imagen pública, aunque también ella sería copartícipe de errores como el conflicto con Lincoln. Aquí Jessie Benton Fremont en una fotografía de 1876.

En 1840, estando en la ciudad de Washington D. C. para rendir su informe sobre la expedición con Nicollet, Frémont conoció a la hija de Thomas Hart Benton, senador por Misuri (y uno de los políticos más poderosos de Estados Unidos en esa época), Jessie Benton, que se enamoró del aventurero. Quizás por influencia del senador Benton (que se oponía a la relación de su hija con Frémont), se ordenó a Frémont conducir su propia expedición por el río Des Moines; dicha expedición transcurrió a lo largo de 1841. Al regresar de esa expedición, el 19 de octubre de ese mismo año Frémont contrajo matrimonio en secreto con Jessie Benton, por lo que se dijo que la había «raptado». Después de la furia inicial, el senador Benton tuvo que aceptar resignado la unión y muy pronto comenzó a apreciar a su yerno, y a ver en él un instrumento de sus políticas.
Frémont y Benton tuvieron cinco hijos, tres niños y dos niñas; de ellos dos, una niña y un niño, morirían siendo apenas bebes, y los tres restantes (dos varones y una niña) sobrevivieron a sus padres.

### Expediciones y política
Benton era un firme creyente de la doctrina del destino manifiesto de Estados Unidos, la doctrina que aseguraba que eran el «pueblo elegido», que debía de guiar al mundo, y que el país debía expandirse de un extremo a otro del subcontinente norteamericano.
Benton vio en las expediciones de su yerno la oportunidad de promover entre la opinión pública estadounidense el deseo de anexionarse las ricas tierras vírgenes del Oeste; por eso utilizó su considerable influencia en el Congreso de los Estados Unidos para aprobar cuantiosos fondos de dinero público para financiar las expediciones de Frémont, y logró que se le asignara el mando de todas ellas. Para darles el uso publicitario deseado por su suegro, Frémont debía escribir emocionantes relatos de sus expediciones que eran publicados en la prensa o en forma de libros; pero como carecía de habilidades literarias, fue su esposa Jessie la encargada de poner por escrito los informes y relatos de su marido.
Estos relatos convirtieron a Frémont en un personaje muy popular en todo el país; una verdadera leyenda viviente, hasta el extremo de que se le conocía con el romántico apodo de «Pathfinder» («El Pionero»).

### Ruta de Oregón
En el verano de 1842 Frémont conoció al famoso aventurero Kit Carson en un barco de vapor durante un viaje por el río Misuri; Frémont buscaba un guía para la expedición que pensaba encabezar a través del South Pass (un paso montañoso ubicado en las Montañas Rocosas, al suroeste de Wyoming) y Carson aceptó el empleo. La expedición, formada por 25 hombres, duró cinco meses y fue un éxito; y su informe, publicado por el Congreso de Estados Unidos, alentó a muchas caravanas de colonos a internarse por esos territorios en busca de buenos lugares para establecer sus granjas.
Entre 1842 y 1846 Frémont, con la ayuda de su guía Carson, encabezó varias expediciones que exploraron de manera exhaustiva la ruta de Oregón y la Sierra Nevada; durante una de ellas Frémont ascendió por primera vez lo que más tarde sería llamado el pico Frémont en su honor.
Durante esas expediciones Frémont fue la primera persona de ascendencia europea no española que descubrió el lago Tahoe; y también logró determinar que la Gran Cuenca era una cuenca endorreica (es decir, una cuenca en la que el agua no tiene salida al mar por medio de ríos). Uno de los informes de Frémont inspiraría a los mormones su decisión de establecerse en Utah.

### Costa Oeste

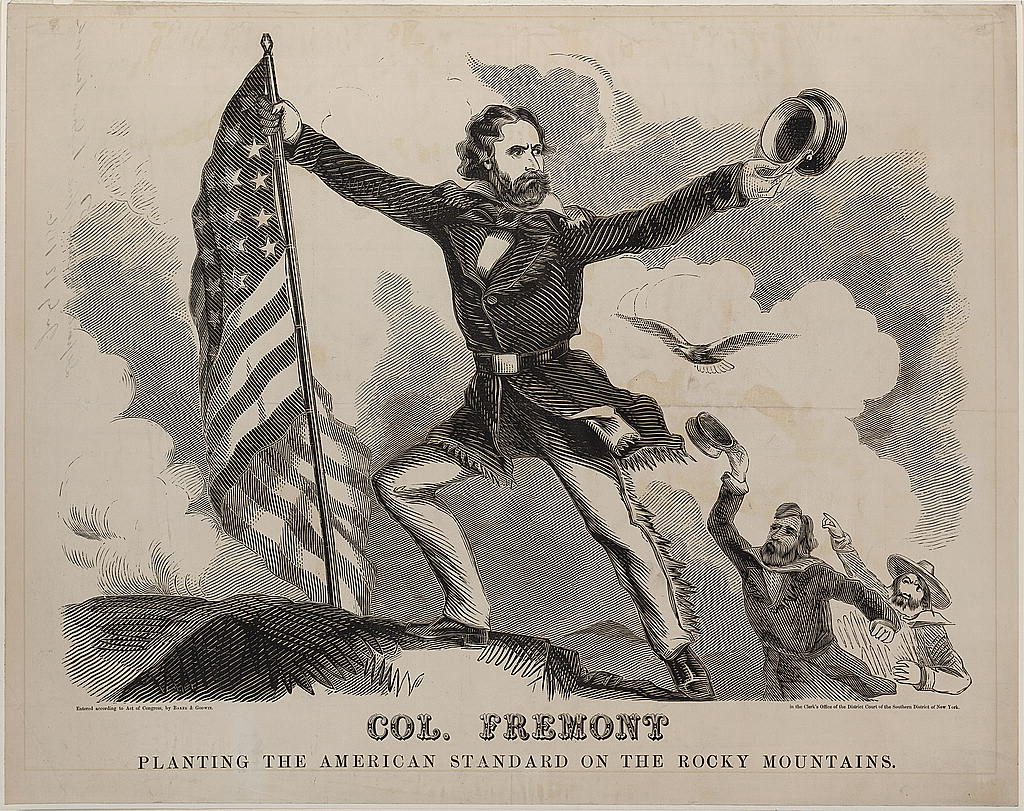
Frémont representado clavando la bandera de Estados Unidos en las Montañas Rocosas en las expediciones de 1842 a 1843.

En 1843 pasó por las montañas de Laramie, cruzó las Montañas Rocosas y siguió por el río Green. En los años siguientes exploraría parte del actual estado de Nevada y parte de la costa norteamericana del océano Pacífico.

### California
En diciembre de 1845 Frémont (que ya tenía el grado de capitán en el Ejército estadounidense) entró en lo que hoy esel Estado estadounidense de  California (en ese entonces una provincia mexicana llamada Alta California) al mando de una pequeña expedición formada por 60 hombres. El objetivo oficial de la expedición era científico y topográfico, y por eso Frémont informó de su presencia a las autoridades mexicanas de la región, para evitar conflictos; aunque de todas maneras las autoridades mexicanas veían con recelo a Frémont y su equipo, sospechando de sus verdaderas intenciones. Y en efecto, Frémont se dedicó a alentar y asesorar a los ciudadanos estadounidenses que llevaban años viviendo en ese territorio y que deseaban separarlo de México para anexarlo a Estados Unidos; Frémont los organizó para una futura rebelión armada contra el Gobierno mexicano.
Cuando la Intervención estadounidense en México estalló en 1846, Frémont fue ascendido al rango de mayor; poco después, el 14 de junio de 1846, en la ciudad de Sonoma, los colonos estadounidenses alentados por Frémont proclamaron la República de California o República del Oso, un supuesto estado independiente que apenas duró 25 días antes de que las autoproclamadas autoridades de esta República se disolvieran y entregaran el control del territorio al Gobierno de Estados Unidos que lo incorporó al territorio nacional americano.
Al tener noticias de la rebelión de los residentes estadounidenses de California y la proclamación de la República de California, el comodoro de la U.S. Navy (Armada de los Estados Unidos) John D. Sloat se dirigió a la costa de California y después de la batalla de Monterrey ocupó la ciudad de Monterrey el 7 de julio de 1846, y dos días más tarde envió al capitán John B. Montgomery a ocupar la ciudad de Yerba Buena (actual San Francisco). Cuando Frémont se enteró de lo ocurrido izó la bandera de Estados Unidos, disolvió la República de California y se dirigió a Monterrey para poner sus fuerzas a las órdenes de Sloat; pero Sloat le exigió a Frémont que le mostrará las órdenes por escrito que avalaban que lo que había hecho en California contaba con la autorización de las autoridades de Washington, y como Frémont no tenía tales documentos, Sloat se negó a trabajar con él. Pero cuando Sloat fue sustituido por el comodoro Robert F. Stockton, este sí aceptó a Frémont bajo su mando.
Frémont había organizado una fuerza militar estadounidense de 300 hombres a sus órdenes; dicha fuerza había sido denominada "Batallón California" por Frémont y estaba formada por los miembros originales de su equipo más los rebeldes californianos que se le unieron y al menos 34 indios de la región a los que se les pagaba con pieles. El comodoro Stockton aceptó integrar ese batallón en el Ejército de los Estados Unidos, convirtiéndolo formalmente en una unidad regular; además confirmó a Frémont como comandante del batallón y le ascendió a teniente coronel. Stockton necesitaba a la tropa de Frémont, ya que con las tropas de Infantería de Marina que tenía en sus barcos no bastaba para sus planes de conquista de California. En los meses siguientes más colonos estadounidenses de California se unirían a las filas del Batallón California.
Siguiendo órdenes de Stockton, Frémont embarcó el 26 de julio de 1846 con 160 hombres en el buque USS Cyane y se dirigió a San Diego; ciudad que ocupó sin disparar un solo tiro el 29 de julio. Luego de dejar una guarnición de 40 hombres en San Diego, Frémont marchó hacia Los Ángeles; esa ciudad también fue ocupada por las fuerzas combinadas de Frémont y Stockton el 13 de agosto de 1846 sin tener que disparar y sin víctimas que lamentar. El lugarteniente de Frémont en el Batallón California quedó al mando de la ciudad cuando Frémont continuó la campaña por otras regiones californianas; aunque posteriormente perdió el control de la ciudad el 30 de septiembre por una rebelión de los residentes mexicanos.
A finales de año Stockton ordenó a Frémont conquistar la ciudad de Santa Bárbara; el 24 de diciembre de 1846, en plena noche de Navidad, Frémont puso en marcha una arriesgada operación para ocupar la ciudad. Al mando de 400 hombres Frémont marchó por las Montañas de Santa Ynez para llegar a la ciudad por el Paso San Marcos a la mañana siguiente; la marcha fue muy penosa porque se hizo bajo una tormenta, y muchos caballos, mulas y cañones se perdieron al deslizarse por las laderas fangosas por las lluvias de aquella noche. Pero Frémont consiguió reagrupar a sus hombres en las estribaciones por la mañana y ocupó la ciudad sin derramamiento de sangre, apuntándose una importante victoria en la conquista de California.

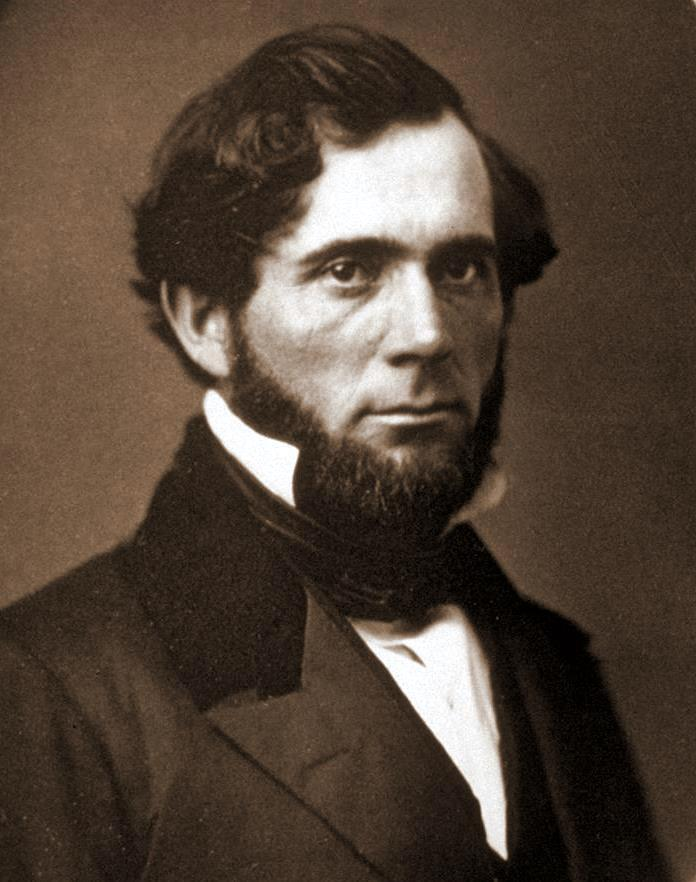
John Charles Frémont en su juventud, cuando era una estrella en ascenso con gran popularidad.

Mientras tanto operaba en California otra fuerza estadounidense bajo el mando del general Stephen Kearny, que había llegado a tierras californianas después de conquistar Nuevo México y Arizona (territorios donde dejó el grueso de sus fuerzas para defender los terrenos conquistados); luego de una derrota inicial a manos mexicanas, Kearny llegó a San Diego donde unió sus fuerzas a las de Stockton. Juntos, Stockton y Kearny libraron las últimas y más sangrientas batallas de la conquista estadounidense de California contra las fuerzas mexicanas; mientras que Frémont, por órdenes de Stockton, maniobraba con sus fuerzas al sur de California para interceptar a las fuerzas mexicanas sí huían en esa dirección, buscando de esa manera cercarlas y atraparlas entre Stockton y Kearny por un lado y Frémont por el otro.
Derrotadas en la batalla del Río San Gabriel y en la batalla de La Mesa por Stockton y Kearny, las fuerzas residuales del Ejército Mexicano en California perdieron de nuevo el control de Los Ángeles y se retiraron sin esperanza alguna de vencer; en su retirada se toparon con Frémont y entonces el comandante mexicano en California, el general Andrés Pico, decidió rendirse ante él para evitar derramamientos de sangre inútiles y la destrucción total de sus diezmadas tropas. Así que a Frémont le correspondió el honor de representar a Estados Unidos en la firma del Tratado de Cahuenga el 13 de enero de 1847 por el que se ponía fin a la guerra en California y por el que el general Pico (firmante por la parte mexicana) aceptaba la capitulación de todas las fuerzas mexicanas de la provincia. Pero a continuación tendría lugar un conflicto político entre los tres conquistadores militares de California.
El 16 de enero de 1847 el comodoro Stockton nombró a Frémont «Gobernador Militar de California»; pero el general Kearny declaró nulo ese nombramiento. Kearny alegaba que tenía instrucciones del Presidente de los Estados Unidos y del Secretario de Guerra para asumir él mismo ese cargo; sin embargo la situación no estaba clara, y como Kearny y Stockton tenían el mismo rango (Kearny era general de una estrella, y el rango de comodoro de Stockton era su equivalente naval) ambos sentían que no tenían porque ceder. Stockton por su parte se aferraba además al hecho de que las fuerzas mexicanas se habían rendido ante su lugarteniente Frémont; y por eso insistió en nombrar a su subalterno gobernador del territorio. Kearny le dio varias oportunidades a Frémont para dejar el cargo, pero ante su insistente negativa procedió a arrestarlo el 22 de agosto de 1847, y le envió a Washington D. C. para que fuera sometido a un consejo de guerra por los delitos de motín e insubordinación. El consejo de guerra le encontró culpable de los cargos, y el presidente James K. Polk aprobó la sentencia; sin embargo, el propio presidente Polk conmutó la condena a la vista del servicio de Frémont en la guerra. Pero Frémont escribió al presidente reclamando que la sentencia era injusta y deshonrosa, y diciéndole que sí no la anulaba, él tendría que renunciar al Ejército. Como el presidente Polk no respondió a su petición en el plazo de un mes, Frémont renunció al Ejército y volvió a California para vivir allí como civil.

## Opción política
En 1849 el senador Benton se declaró en contra de la institución de la esclavitud de los negros; era un acto muy valiente que prácticamente equivalía a un «suicidio político», teniendo en cuenta que era un político de un estado sureño y para colmo miembro del Partido Demócrata (que en esa época defendía la esclavitud). Su oposición a la esclavitud le costó el cargo de senador, ya que la enfurecida gente de su estado se negó a reelegirlo para un nuevo mandato en el Congreso.
La influencia de su suegro fue determinante en el pensamiento de Frémont; aunque había reanudado sus expediciones en las lejanas tierras del Oeste ( pero financiadas por su propio bolsillo, ya que renunció al Ejército luego de que el presidente lo indultó), Frémont se sentía cada vez más interesado con la idea de hacer carrera en la política. Y lo haría para combatir la esclavitud, entre otras razones. Mientras tanto, se dedicaba a los negocios como empresario en la floreciente industria de las minas de oro californianas; lo que le proporcionaba una gran fortuna.

### Senador
Finalmente cuando California se convirtió en un estado de los Estados Unidos con plenos derechos; Frémont fue elegido por la Legislatura Estatal de California como uno de los dos primeros senadores de California en el Senado de los Estados Unidos. Su designación se hizo efectiva el 9 de septiembre de 1850; pero el mandato de Frémont apenas duró seis meses ya que la facción antiesclavista del Partido Demócrata a la que pertenecía perdió el poder en California y por eso no fue renovado en el cargo de senador el 4 de marzo de 1851.
Frémont se marchó de viaje a Europa con su familia, donde fue toda una sensación debido a sus hazañas y los escritos que las documentaban. En 1853 protagonizó otra sonada expedición por la sierra de California.

### En el Partido Republicano
La cuestión de la esclavitud polarizaba cada vez más a la nación, y Frémont era un apasionado militante de los movimientos antiesclavistas. En 1854 los antiesclavistas de todo el país se agruparon finalmente en un partido político; se trataba del Partido Republicano fundado ese año por el ala norteña y antiesclavista del antiguo Partido Whig de los Estados Unidos (desintegrado por sus divisiones internas y su incapacidad para ser una alternativa al Partido Demócrata).
Por lo tanto no fue raro que Frémont se convirtiera en militante del nuevo partido, en contra de la posición de su suegro que seguía fiel al Partido Demócrata (a pesar de que la inmensa mayoría de los demócratas le habían dado la espalda al viejo exsenador Benton).

### Primer candidato del Partido Republicano a la presidencia de los Estados Unidos

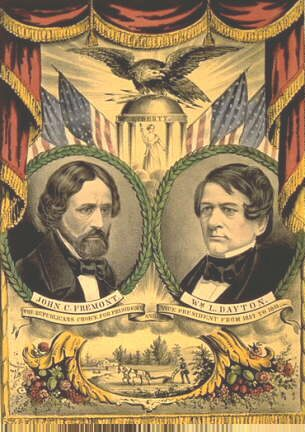
Afiche de la campaña electoral de John C. Frémont, como candidato republicano a la Presidencia de Estados Unidos, en 1856.

En la primera Convención Nacional del Partido Republicano, que se reunió en la ciudad de Filadelfia, entre el 17 de junio y el 19 de junio de 1856; Frémont compitió contra otros dirigentes republicanos para obtener la candidatura presidencial del partido. Su principal rival interno era John McLean, un Juez Asociado de la Corte Suprema de los Estados Unidos de ese entonces.
En una primera votación informal de la Convención para medir el apoyo a los precandidatos, Frémont obtuvo los votos de 359 delegados de la Convención, mientras que McLean obtuvo los sufragios de 190 delegados; otro precandidato, Charles Sumner, obtuvo 2 votos, y otros dos aspirantes obtuvieron uno cada uno. Y hubo 14 delegados que se abstuvieron.
En la votación formal de la Convención, Frémont ganó al obtener 520 votos contra 37 votos que obtuvo McLean (mientras que 9 delegados se abstuvieron); y fue proclamado candidato a Presidente de los Estados Unidos por el Partido Republicano (el primero de ese partido). Se atribuye su victoria interna al hecho de que era considerado más moderado que otros antiesclavistas que eran excesivamente radicales, y también a su gran popularidad como aventurero y «hombre de acción» (el típico «héroe estadounidense» hecho por su propio esfuerzo y audacia).

#### Campaña
El lema de la campaña de Frémont era «¡suelo libre, discurso libre, prensa libre, hombres libres, Frémont!» (en un juego de palabras que se pierde al traducir del inglés al español). Los republicanos concentraron la campaña electoral en ataques contra la llamada Potencia negrera; que no era otra cosa que el enorme poder que ejercían los propietarios de esclavos, la «clase dirigente esclavista» de los estados sureños, sobre las instituciones federales o nacionales, y por lo tanto sobre todo el país. Para los republicanos esto representaba algo perverso no solo porque perpetuaba la esclavitud, sino también porque amenazaba la esencia misma del sistema democrático y republicano de la nación.
Con Frémont a la cabeza los republicanos prometían acabar con los gobiernos débiles sometidos a los intereses de los esclavistas sureños y tomar medidas para promover el desarrollo económico industrial; también prometían detener la extensión de la esclavitud a los nuevos Estados que se incorporaban progresivamente al país.

#### Adversarios

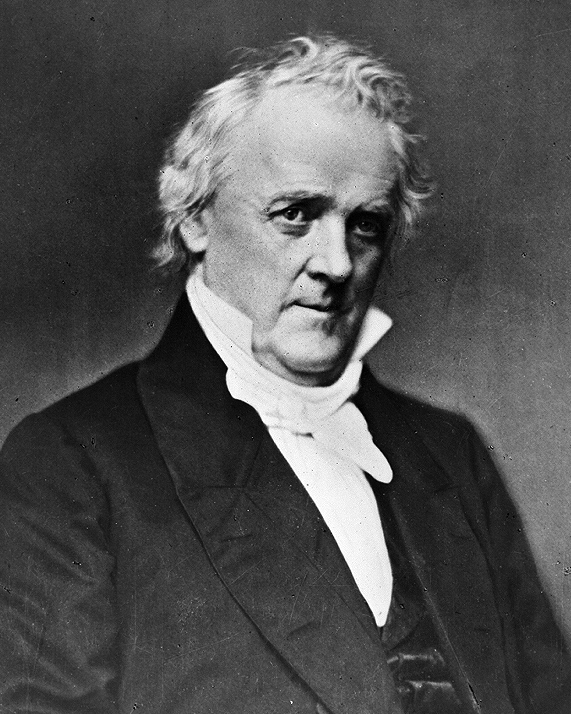
James Buchanan, candidato del Partido Demócrata, fue el principal rival de Frémont en las elecciones presidenciales de 1856. Al final Buchanan ganó los comicios y fue nombrado presidente de los Estados Unidos.

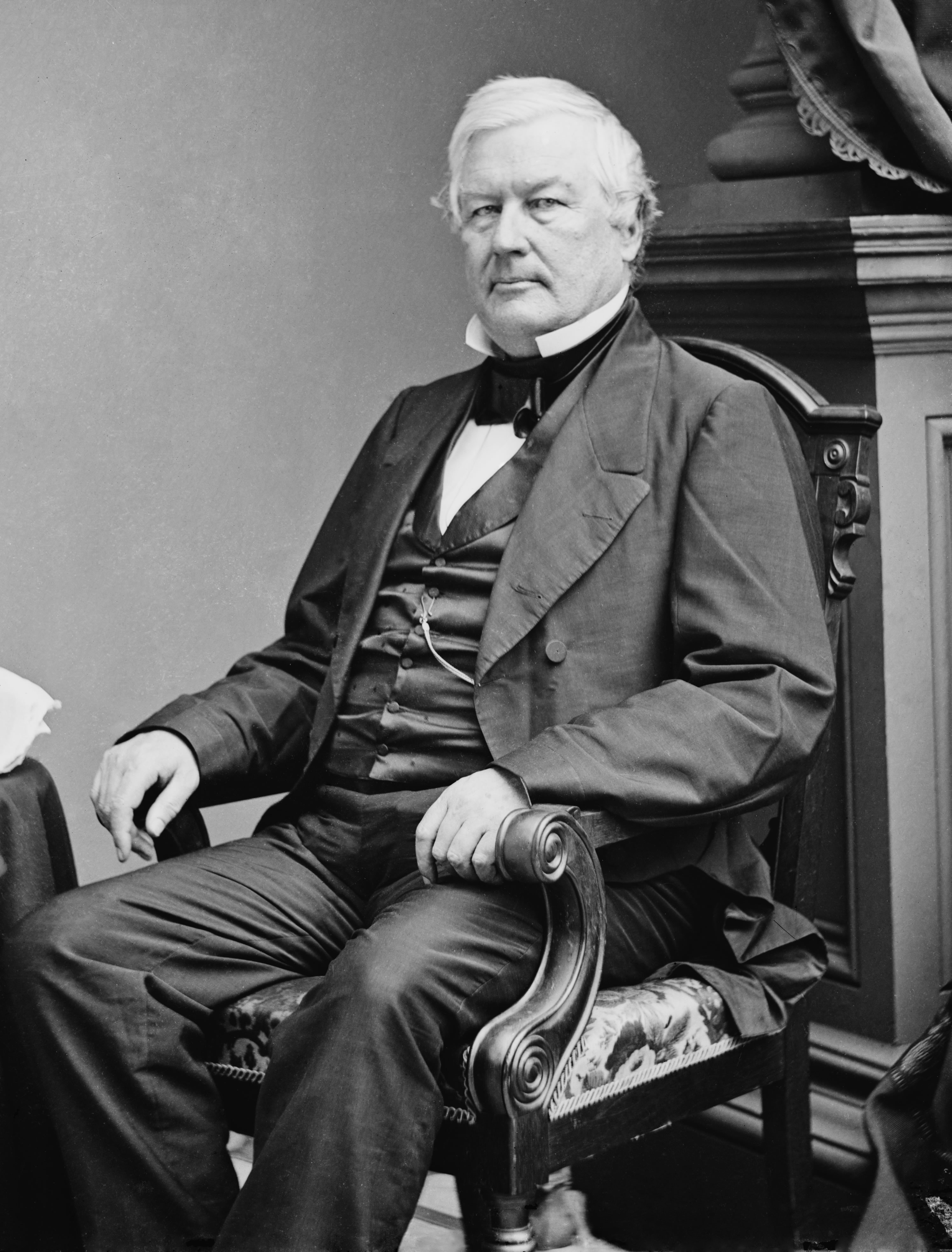
El expresidente Millard Fillmore fue candidato del Partido Americano (del movimiento Know Nothing); llegó de tercero detrás de Frémont.

El Partido Demócrata, que había postulado como candidato presidencial a James Buchanan, acusaba a los republicanos de ser unos "radicales peligrosos"; y apelaba al "voto del miedo" cuando denunciaba que una victoria del candidato republicano Frémont arrastraría al país a una "Guerra Civil", ya que los Estados del Sur no aceptarían tranquilos su victoria e intentarían separarse del país por la fuerza de las armas. Los demócratas proponían mantener la situación igual en cuanto a la esclavitud, y permitir que cada uno de los nuevos Estados decidiera soberanamente sí legalizar o no la esclavitud.
Había también un tercer candidato; se trataba de Millard Fillmore, un expresidente de los Estados Unidos que había gobernado entre 1850 y 1853. Fillmore había sido miembro del Partido Whig, pero después que este partido desapareció él no quiso unirse al nuevo Partido Republicano como hicieron muchos «whigs». En lugar de eso decidió ser Candidato Presidencial del llamado «Partido Americano», también conocido como Know Nothing; un movimiento político efímero fundado por protestantes opuestos a la influencia católica en la sociedad estadounidense.
Fillmore y sus seguidores no daban tanta importancia al tema de la esclavitud, ya que para ellos no era el principal problema del país; su campaña electoral se centraba en atacar a los inmigrantes extranjeros y en proponer medidas radicales para limitar la inmigración. Aunque pretendían ser una «tercera vía» entre los dos grandes partidos, lo que consiguieron fue perjudicar a los republicanos; ya que les restaron los votos de muchos antiguos whigs que podían haber votado por el Partido Republicano de no haber existido otra candidatura disputando el mismo espectro electoral.

#### Debilidades
Debido al tema de la esclavitud, Frémont era intensamente odiado en todos los estados del Sur, incluyendo el estado donde había nacido (Georgia), el estado de su madre (Virginia) y el estado en que se educó y comenzó su carrera profesional (Carolina del Sur). El odio que despertaba era tan grande que fue imposible presentar su candidatura en la mayoría de estos estados; porque no había suficientes personas que respaldaran con su firma la inscripción de esa candidatura. Caso contrario al de sus dos oponentes que sí eran candidatos en todo el país.

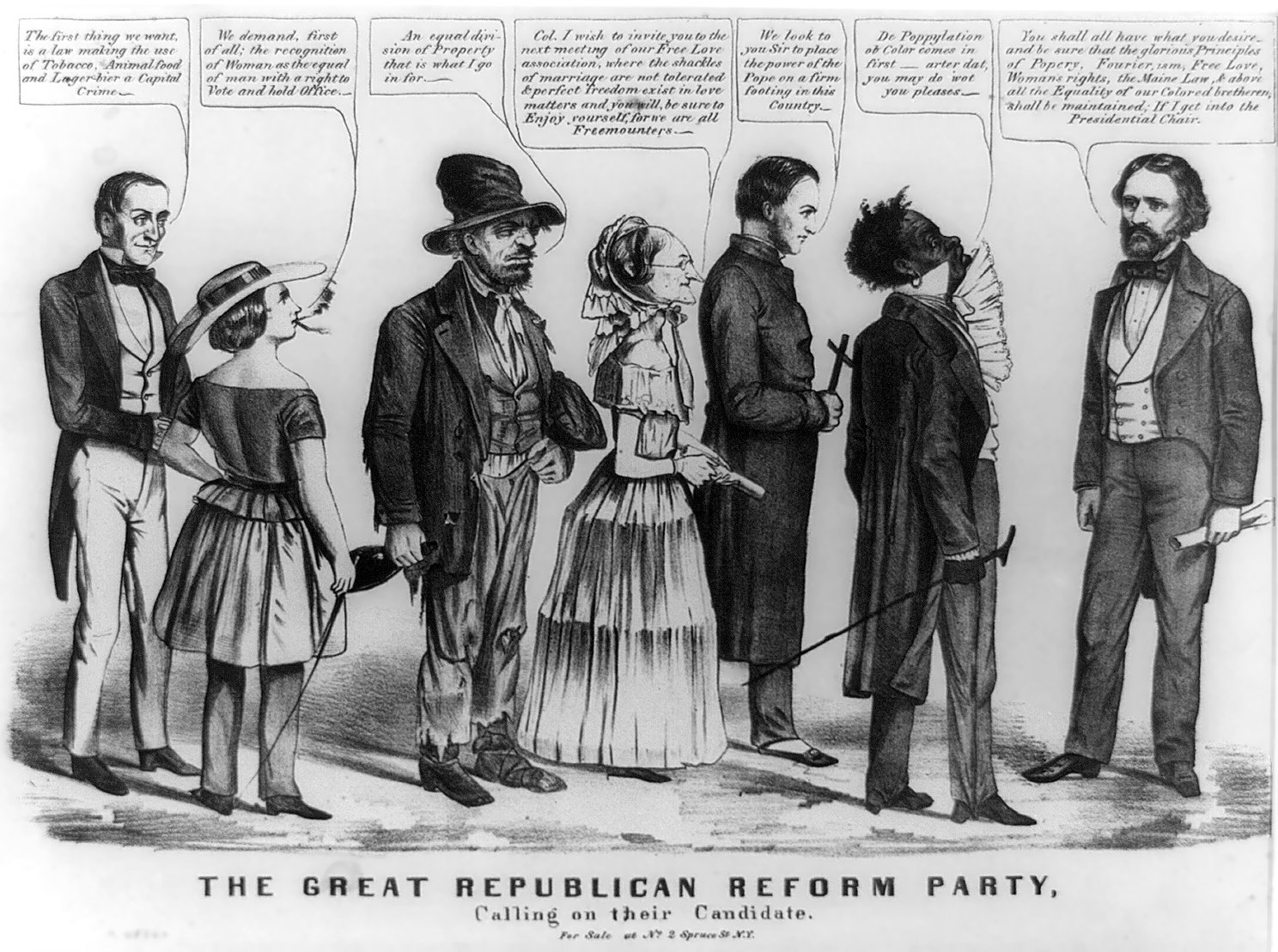
En esta caricatura política de 1856 se ataca a Frémont y a su Partido Republicano, intentando vincularlos a otros movimientos políticos o sociales considerados "extraños" y "extremistas" para la época como el movimiento por la prohibición del alcohol, el feminismo, el socialismo, el amor libre, el catolicismo y el abolicionismo.

Así que Frémont, al no poder contar con un solo voto en los estados del Sur, se veía en la obligación de arrasar en los estados del Norte y del Oeste con una amplia mayoría para poder ganar la elección; tarea muy difícil ante la dura competencia de un Buchanan que contaba con la maquinaria demócrata y que apelaba al miedo de los electores a una Guerra Civil; y de un Fillmore que le disputaba su electorado natural.

#### Resultado electoral
En las elecciones presidenciales celebradas el 4 de noviembre de 1856, Frémont obtuvo más de un millón trescientos mil votos (las cifras varían ligeramente entre 1.339.932 y 1.342.345, según la fuente que se cite); que equivalían a aproximadamente un 33,11% de los votos populares emitidos. Por lo tanto, quedó por detrás de Buchanan que obtuvo más de un millón ochocientos mil votos (el 45,28% de los votos populares); pero por delante de Fillmore que obtuvo más de ochocientos mil votos (el 21,53%). En el Colegio Electoral (los votantes eligen a los Electores que forman este Colegio encargado a su vez de elegir al Presidente) Buchanan obtuvo 174 votos contra 114 de Frémont y 8 de Fillmore. De tal manera que Frémont perdió las elecciones y Buchanan se convirtió en el nuevo Presidente.
Sin embargo, los resultados demostraron el gran poder del nuevo Partido Republicano; ya que dominó las regiones de Nueva Inglaterra, estado de Nueva York y el «Cercano Oeste» norteño. Además tenía una fuerte presencia en el resto del Norte, y solo necesitaba ganar dos Estados más para alcanzar la Presidencia; objetivo que parecía más accesible luego de la desaparición del fracasado «Partido Americano» (cuyas bases serían absorbidas en gran parte por los republicanos).

## El general que se le amotinó a Lincoln
Cuando el candidato del Partido Republicano Abraham Lincoln ganó las elecciones de noviembre de 1860 y se convirtió así en el primer presidente de los Estados Unidos perteneciente a ese partido; se esperaba que Frémont fuera nombrado secretario (Ministro) del gabinete de Lincoln. Pero Lincoln se mostró reticente al respecto, y en su lugar quiso nombrarlo embajador de Estados Unidos en Francia; pero ante la oposición del secretario de Estado (ministro de Asuntos Exteriores) de Lincoln, esto tampoco fue posible.
De todas maneras la situación del país pronto condicionó las decisiones de todos los dirigentes; tal como habían advertido los demócratas, la victoria de un candidato republicano provocó que los estados del Sur proclamaran su independencia de Estados Unidos e intentaran formar un nuevo país soberano llamado los Estados Confederados de América. La negativa de los dirigentes del Norte (tanto republicanos como demócratas) a aceptar esta separación inconstitucional y subversiva, desató la guerra civil americana o guerra de Secesión.

### Reintegro a filas
Frémont volvió al Ejército de la Unión para luchar contra los rebeldes confederados del Sur; el Gobierno de Lincoln lo ascendió a general el 14 de mayo de 1861, y en julio de 1861 lo nombró comandante superior del recientemente creado Departamento Occidental del Ejército, conocido como «Ejército del Oeste».
El Ejército del Oeste tenía su cuartel general en la ciudad de San Luis, en el estado de Misuri; Misuri era un estado donde la esclavitud era legal, pero al contrario de otros Estados esclavistas no se había querido separar de Estados Unidos para unirse a los Estados Confederados (aunque una parte importante de su población simpatizaba con los rebeldes).

### Mando discutido
El mando de Frémont fue polémico desde el principio; pronto se difundieron acusaciones de corrupción en los procesos para asignar a empresarios privados los contratos de suministros para el Ejército del Oeste. Se decía que Frémont no se beneficiaba directamente de estos hechos de corrupción, pero sus oficiales de confianza sí lo hacían y que Frémont no tomaba medidas para evitarlo.
Aunque Frémont debía atacar a las grandes unidades regulares del Ejército Confederado rebelde desde sus posiciones en el Oeste; el tiempo pasaba y no movía un dedo para hacerlo. Sus críticos esperaban impacientes que lanzara un ataque de gran escala contra Nueva Orleans, pero no lo hizo. En lo que sí era eficiente era en la lucha contra las guerrillas formadas por partidarios de los confederados que asolaban el estado de Misuri.

### Decisiones controvertidas
Combatiendo a estas partidas guerrilleras Frémont se excedió en sus atribuciones; el 30 de agosto de 1861 "decretó" una proclama por la que confiscaba los bienes de las personas que atentaran contra el Gobierno de la Unión y emancipaba a sus esclavos. Todo esto lo hacía invocando la ley marcial.
La imprudente e ilegal medida de Frémont podía empujar a los Estados esclavistas leales a la Unión a unirse a los Estados rebeldes en su lucha contra el Gobierno Federal. Lincoln le escribió una carta a Frémont recordándole que el Congreso de los Estados Unidos había aprobado una Ley que permitía la confiscación de las propiedades de los enemigos de la Unión; pero no por los militares, sino con un procedimiento judicial. Además no tenía autoridad para liberar a los esclavos negros, ya que ese era un asunto que debía ser decidido por el presidente y el Congreso.
Pero Frémont se sentía envalentonado porque su Estado Mayor estaba formado por hombres de California que lo apoyaban incondicionalmente, y por inmigrantes alemanes que tenían ideas políticas radicales (influenciadas por las corrientes revolucionarias europeas) y que eran abolicionistas exaltados. Por si fuera poco, era defendido con pasión por políticos, clérigos y medios de prensa abolicionistas radicales.

### El desafío
Frémont envió a su esposa (una radical más que lo alentaba) a hablar en persona con Lincoln para transmitirle su posición; su mujer le dijo al presidente que él no derogaría la proclama, y que si el presidente deseaba revocarla tendría que hacerlo por sí mismo. Además le insinuó que si se oponía, Lincoln podía tener problemas; en lo que era una amenaza velada.
Lincoln respondió en tono conciliador pero firme; y ordenó a Frémont por carta que modificara la proclama para ajustarla a la Ley (haciendo las confiscaciones por vía judicial).
La tensión creció y Lincoln envió a uno de sus secretarios (Ministros) a investigar la conducta de Frémont. El Senado de Estados Unidos envió una comisión de investigación a Misuri. Los informes fueron contrarios a Frémont; pero este continuó adelante con su conducta provocadora y ordenó el arresto de un miembro de una influyente familia de Misuri (a la que pertenecía un secretario del Gabinete de Lincoln) por el solo hecho de ser uno de sus enemigos políticos.
Lincoln recibía informes de que Frémont se preparaba a resistir militarmente sus órdenes y a luchar contra los Blair (la poderosa familia de políticos del «Medio Oeste») por el control de Misuri. Los oficiales alemanes hablaban de hacerlo «dictador» y el propio Frémont decía que sus órdenes estaban por encima de la ley.
El presidente comunicó la situación a los gobernadores de los estados y a los medios de comunicación y el 24 de octubre ordenó a otro de sus generales que destituyera a Frémont sí este no lograba ninguna victoria importante contra los rebeldes (ya que Lincoln temía que una victoria lo hiciera demasiado popular como para intentar su cese).

### Dimisión
Después de maniobras rocambolescas se logró comunicar a Frémont su destitución; como no pudo ganar ninguna batalla que lo fortaleciera ante la opinión pública, a Frémont no le quedó más remedio que aceptar la orden del Presidente y renunciar a su cargo el 2 de noviembre de 1861 poniendo fin a una extraña y peligrosa situación que amenazó con dividir a las fuerzas de la Unión.
Aunque podían existir razones para juzgarlo por insubordinación, el Gobierno de Lincoln prefirió no hacerlo para no convertirlo en un «mártir».

### Nueva asignación
Como Frémont seguía siendo popular entre los sectores más radicales del Partido Republicano (aquellos que eran más extremistas en su oposición a la esclavitud); a Lincoln no le quedó más remedio que nombrarlo Comandante del recientemente creado «Departamento de Montaña» del Ejército en marzo de 1862.
Esta vez Frémont fue más respetuoso con las órdenes del Presidente, pero los partidarios de la Unión no dejaban de criticarlo por el hecho de que no podía vencer al brillante General confederado Thomas Jonathan Jackson. Por más que Frémont se esforzara en detenerlo, Jackson siempre se le escapaba y derrotaba batalla tras batalla a las fuerzas federales; pronto muchos tuvieron la impresión de que Frémont no era un buen General.
El 26 de junio de 1862 Frémont fue puesto bajo las órdenes del General John Pope, en una medida que intentaba contrarrestar la ineficiencia de Frémont sin tener que llegar al extremo de despedirlo. Pero Frémont se tomó mal la decisión y alegó diferencias personales con su nuevo superior para renunciar al mando; pasó el resto de la guerra viviendo en Nueva York, lejos de los campos de batalla.

## Una fallida candidatura presidencial disidente

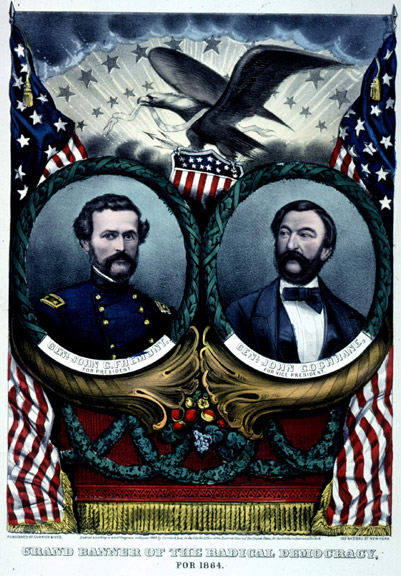
Afiche de la campaña radical de Frémont-Cochrane.La candidatura presidencial disidente de Frémont puso en peligro la reelección de Lincoln en el momento clave de la Guerra Civil. Su oportuna retirada contribuyó a unificar de nuevo a los votantes republicanos en torno a Lincoln.

En mayo de 1864 una pequeña facción de disidentes radicales del Partido Republicano se reunieron en una Convención Nacional en la ciudad de Cleveland. Se oponían a Lincoln porque lo consideraban demasiado «moderado», y le acusaban de no saber dirigir la guerra. Pretendían fundar un nuevo partido político llamado «Partido de la Democracia Radical» (Radical Democracy Party, en inglés).
El 31 de mayo de 1864 este pequeño grupo eligió a Frémont como su candidato presidencial para las elecciones de ese año; en su discurso de aceptación de la candidatura Frémont lanzó un duro ataque contra Lincoln. El partido eligió al general John Cochrane como candidato a vicepresidente y por lo tanto compañero de fórmula de Frémont.
Desde un principio era evidente que las posibilidades de que Frémont ganara la Presidencia eran muy pequeñas; su grupo no podía competir contra los dos grandes partidos que polarizaban la elección. Lo que sí era posible que sucediera es que los votos republicanos que Frémont le quitara a Lincoln podían hacer que este último perdiera la elección y que el ganador fuera el candidato del Partido Demócrata George B. McClellan.
Por esta razón varios dirigentes republicanos negociarón con Frémont para que retirara su candidatura; finalmente Frémont reconoció que no tenía oportunidades de ganar y como él tampoco deseaba la victoria del demócrata McClellan (Frémont llegó a decir que Lincoln era el menor de dos males, ya que el mayor era McClellan) renunció a su candidatura el 22 de septiembre de 1864, despejando el camino para la victoria de Lincoln. La única condición que puso fue que Montgomery Blair (jefe de la familia que luchó contra él en Misuri) saliera del gobierno de Lincoln; y el Gobierno complació esta condición, ya que Blair salió del Gobierno el 23 de septiembre (el día siguiente de la renuncia de Frémont).

## La decadencia de uno de los precursores del Salvaje Oeste
Tras el final de la guerra de Secesión, Frémont se dedicó por completo a sus inversiones en los mercados financieros y en la industria de los ferrocarriles; pero con mala fortuna. Además, sus antiguos negocios en las minas de oro de California comenzaron a menguar hasta arrojar pérdidas.
En 1873 fue declarado culpable de defraudar al Gobierno Francés, que había invertido dinero en un proyecto de ferrocarril en Estados Unidos impulsado por Frémont. Este hecho arruinó su credibilidad, quedando marcado como "estafador". Las multas que se le impusieron lo llevaron a la ruina.
En 1878 escribió al entonces presidente de los Estados Unidos, el republicano Rutherford B. Hayes para solicitarle un nombramiento en la administración pública en las regiones del Salvaje Oeste.

### Gobernador de Arizona

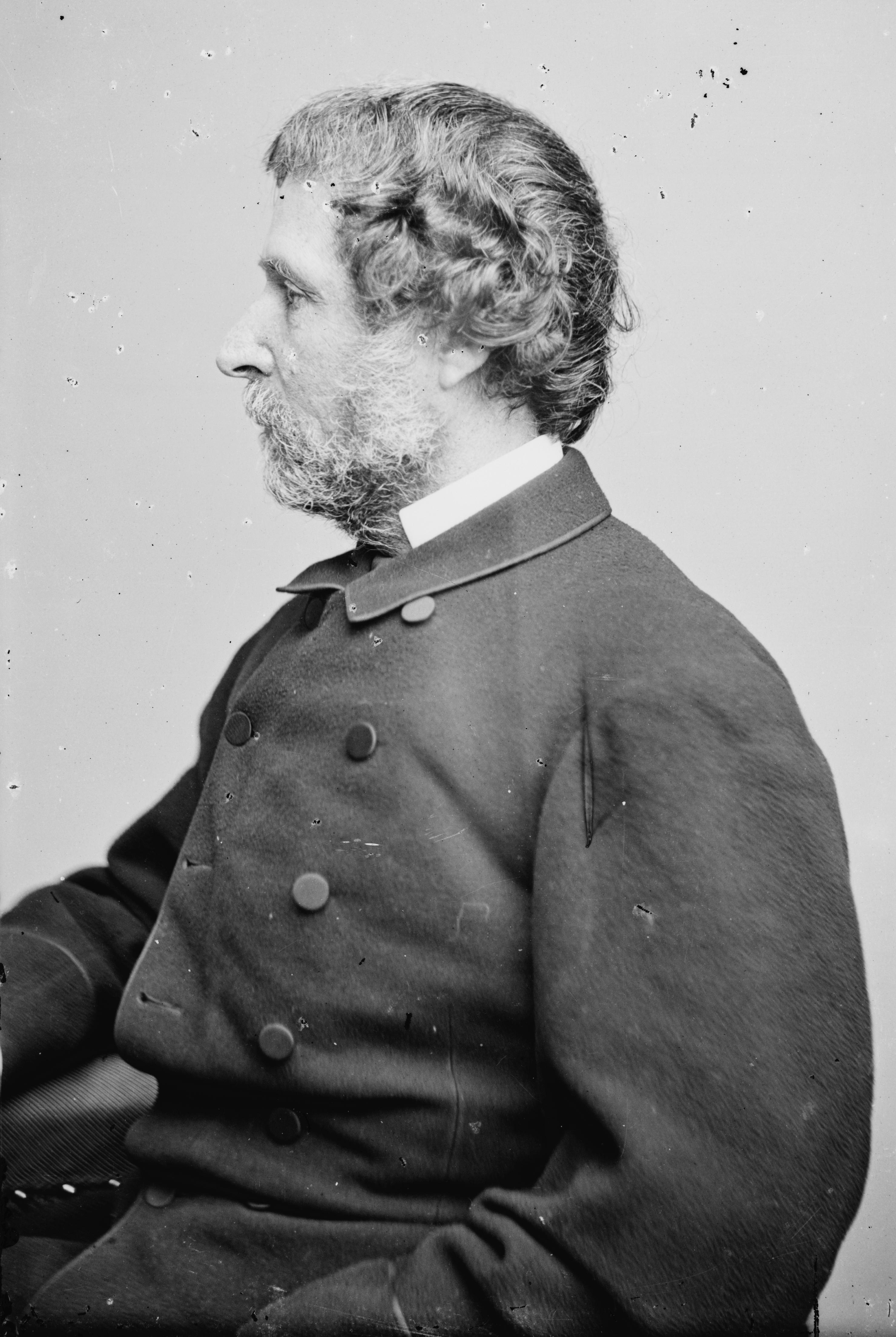
Un viejo Frémont desempeñó la gobernatura de Arizona como el último puesto relevante de su vida, pero su estrella se había apagado.

En aquella época Arizona era conocida como el Territorio de Arizona, un «Territorio organizado incorporado de los Estados Unidos» (el paso previo a convertirse en un estado de pleno derecho de la Unión estadounidense); como Territorio que era, no tenía derecho a elegir a su gobernador en elecciones libres y democráticas, sino que su Gobernador era nombrado y destituido por el presidente de Estados Unidos con la aprobación y/o ratificación del Senado.
El presidente Hayes nombró a Frémont, gobernador de Arizona el 5 de junio de 1878. El pueblo de Arizona estaba furioso con la decisión del presidente, ya que la gente del territorio estaba feliz con el gobernador que tenían, que era John P. Hoyt; y de ninguna manera querían su destitución. Además, la aprobación o ratificación del nombramiento por el Senado se retrasó debido a las reticencias que Frémont despertaba en muchos senadores, aunque finalmente lo confirmaron en el cargo.
Ante la intensa oposición popular, Frémont solo pudo entrar al Territorio de Arizona cuatro meses después de haber sido nombrado gobernador, el 6 de octubre de 1878. Después de entregar su informe anual, Frémont se trasladó al Este del país para disputar los límites de la Reserva india del Río de la Sal que según él estaba demasiado cerca de la ciudad de Phoenix y que además utilizaría el agua de esa ciudad.
Como gobernador de Arizona legalizó el juego en su Territorio e intentó establecer un sistema de lotería pública para financiar los gastos del Gobierno Territorial en escuelas y otros edificios públicos. Promovió las inversiones de los empresarios del Este del país en las minas que se encontraban en Arizona (intentando a su vez levantar sus propios negocios). También pretendía atraer inversiones extranjeras con el mismo propósito de financiar la industria minera de Arizona y promover así el desarrollo económico regional.
Durante su gobierno, Frémont creó los famosos condados (municipios) de Cochise (quizás el más mencionado en novelas y películas sobre el Antiguo Oeste, nombrado en honor a un famoso jefe indio de la región), Gila y Graham. También adelantó planes para construir edificios de gobierno, palacios de justicia (sedes de tribunales) y cárceles por todo el Territorio. Eliminó un impuesto conocido como el «impuesto Buillion» lo que permitió a los inversores extranjeros hacer negocios sin ser gravados por la Hacienda Pública regional.
Dado que Frémont pasaba tanto tiempo en el Este del país, se decía que su Secretario del Territorio (cargo similar a un jefe de gabinete o ministro regional del Interior) John Gosper hacía su trabajo por él. Este último quería que los gobernadores de Arizona fueran elegidos por el pueblo y no que fueran nombrados por el presidente; y llegó a escribir al Presidente proponiéndose él mismo para el cargo.
El presidente Chester Alan Arthur ordenó a Frémont que volviera a su cargo de gobernador o que renunciara al mismo; Frémont volvió a Arizona y el 11 de octubre de 1881 renunció formalmente a su cargo. Gosper fue recompensado siendo nombrado para sustituir al renunciante Frémont el día 1 de noviembre de 1881.
En 1887 Frémont se instaló en California; pero sumido en problemas económicos cada vez más graves murió en la pobreza el 13 de julio de 1890 en un hotel de Nueva York, víctima de una peritonitis. Poco antes de morir se le había reconocido el derecho de recibir una pensión por los servicios prestados a su país, pero la misma llegó muy tarde.
- La abreviatura «Frém.» se emplea para indicar a John C. Frémont como autoridad en la descripción y clasificación científica de los vegetales.[4]